# Aanbidding van Christus (Groot Vleeshuis)

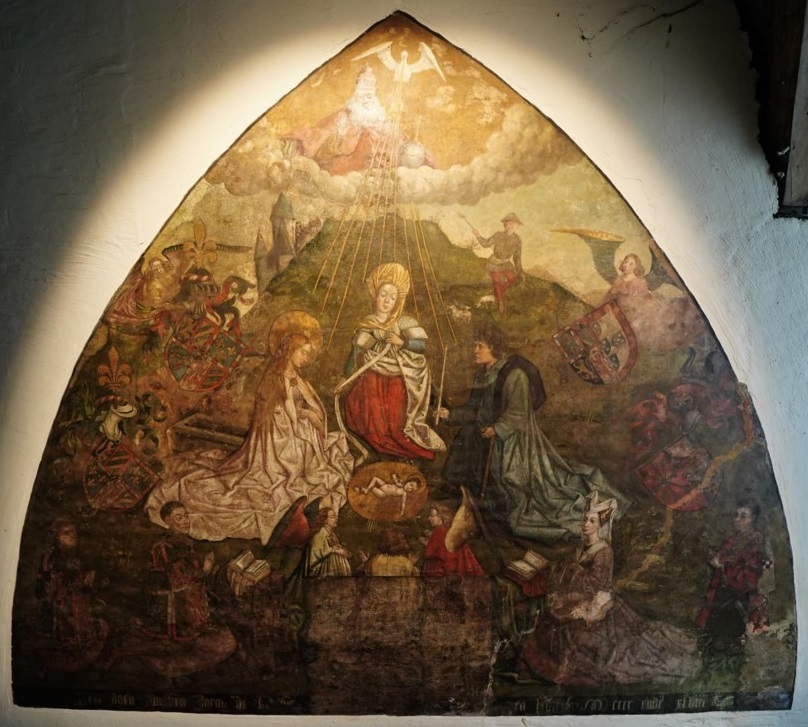

De Aanbidding van Christus is een muurschildering uit 1448 in het Groot Vleeshuis in Gent. Het werk, toegeschreven aan Nabur Martins, is een vroeg experiment met olieverf.

## Geschiedenis
Volgens de inscriptie onderaan dateert de schildering uit 1448: [Dit] heeft doen maken Jacob de Ketelb[oetere int jaer ons heeren alsm]en schreef M CCCC ende XLVIII. De vermelde opdrachtgever, Jacob de Ketelboetere, was een vleeshouwer en visverkoper die deken was van het beenhouwersambacht. Deze gilde liet in 1446-1449 een kapel aanbouwen tegen het Groot Vleeshuis. In deze Sint-Hubertuskapel werd boven een altaar tegen de zuidelijke wand de muurschildering aangebracht. Van kunsthistorisch belang is het gebruik van olieverf, decennia vóór de Andrea Mantegna en Leonardo da Vinci daarmee experimenteerden in Italiaanse muurschilderingen.
Op een onbekend tijdstip is de muurschildering overkalkt. Mogelijk was dit tijdens de Gentse Republiek om vernietiging door de geuzen te voorkomen. In april 1855 werd de muurschildering onder het kalksel herontdekt door de conciërge F. Van Melle. De schilder Felix De Vigne maakte er een calque van en restaureerde het werk in 1856 door de ontbrekende delen aan te vullen. Hij voegde bovenaan een God de Vader toe, werkte de herder met schapen bij en vulde de verdwenen gezichten van Maria en Jozef in. Hoewel er veel kritiek kwam op deze ingrepen, zijn ze wellicht de reden waarom het werk is blijven bestaan. Latere restauraties werden uitgevoerd door E. Briotet (1887), Cogen (1894), Théophile Lybaert (1899 en 1911), Coppejans (1937), Georges Messens (1955), Jeroom Seghers (1958) en Walter Schudel (1978, 1983).

## Voorstelling
Het werk toont een Aanbidding van Christus, die iconografisch verband houdt met werk van Robert Campin. Maria, Jozef, de apocriefe vroedvrouw Zelemia en drie engelen knielen rond het pasgeboren kind. Achter hen is een groene heuvel met enkele torens weergegeven, wellicht het hemelse Jeruzalem. God de Vader troont bovenin, maar dat is een reconstructie die alleen voortgaat op de neerdalende gouden stralen. Behalve de centrale, ruggelings afgebeelde figuur tussen twee engelen, die voor de opdrachtgever Jacob de Ketelboetere wordt gehouden, zijn diverse prominenten weergegeven, te herkennen aan hun wapenschilden: hertog Filips de Goede, hertogin Isabella van Portugal, hun zoon Karel de Stoute en Adolf van Kleef. Zo drukte het machtige beenhouwersambacht zijn band uit met de Bourgondische dynastie. Filips de Goede en Isabella van Portugal knielen op een gebedsbank met opengeslagen boek. Achter Filips knielt hun zoon Karel op een kussen. Achter Isabella doet Adolf van Kleef, heer van Ravenstein, hetzelfde. Het Christuskind steekt de hand uit naar de opdrachtgever.
Op de rand onderaan staat de inscriptie met de opdrachtgever en het jaartal, gevolgd door een draakje of griffioen. Mogelijk was dit een embleem van de schilder.

## Voetnoten
1. ↑  Fietsenstalling met monumentale muurschildering, De Standaard, 2 februari 2023. Gearchiveerd op 28 maart 2023.